# Eremippus
Eremippus är ett släkte av insekter. Eremippus ingår i familjen gräshoppor.

## Dottertaxa tillEremippus, i alfabetisk ordning[1]
- Eremippus angulatus
- Eremippus aserbeidshanicus
- Eremippus barbarus
- Eremippus betpakdalensis
- Eremippus beybienkoi
- Eremippus carinatus
- Eremippus comatus
- Eremippus costatus
- Eremippus flavus
- Eremippus foveolatus
- Eremippus gracilis
- Eremippus guttatus
- Eremippus haghighii
- Eremippus heimahoensis
- Eremippus hemipterus
- Eremippus kermanicus
- Eremippus luppovae
- Eremippus mirami
- Eremippus mistshenkoi
- Eremippus mongolicus
- Eremippus nanus
- Eremippus nudus
- Eremippus onerosus
- Eremippus opacus
- Eremippus parvulus
- Eremippus persicus
- Eremippus pilosus
- Eremippus pusillus
- Eremippus qilianshanensis
- Eremippus rectus
- Eremippus robustus
- Eremippus sayramensis
- Eremippus selevini
- Eremippus simplex
- Eremippus sobolevi
- Eremippus tenellus
- Eremippus turcicus
- Eremippus weidneri
- Eremippus veltistshevi
- Eremippus yechengensis